# Сражение при Гадебуше
Сражение при Гадебуше (швед. Slaget vid Gadebusch) — битва, состоявшаяся 20 декабря 1712 года близ города Гадебуш между датско-саксонскими и шведскими войсками во время Великой Северной войны. Союзная датско-саксонская армия, не дождавшись подхода русских войск, потерпела сокрушительное поражение от шведских войск Магнуса Стенбока. Это последняя крупная победа Шведской империи в её истории. 

## Перед сражением
В течение 1712 года шведские владения на юге Балтийского побережья были захвачены союзниками. Датская эскадра с целью предотвращения снабжения шведских войск контролировала море. Шведам было жизненно необходимо удержать Штральзунд, так как этот город служил отправной точкой для вторжений шведских армий в Польшу.
В то время как датско-саксонская армия короля Фредерика IV Датского двигались к Гамбургу, огромная русско-саксонская армия стояла к югу от Штральзунда. Стенбок, командующий шведскими войсками, не мог атаковать датчан в открытом бою, но надеялся, двигаясь к Мекленбургу, разделить и окружить армию противника. Этот манёвр должен был также предотвратить соединение союзных армий. Датские войска, тем не менее, были неподалёку от русско-саксонской армии и уже 3 декабря достигли города Гадебуша. Стенбока спасало то обстоятельство, что союзные войска из-за постоянных разногласий между датскими и саксонскими командирами двигались довольно медленно. 
8 декабря шведы достигли местечка Гросс Брютц (нем. Gross Brütz) в 10 км к востоку от Гадебуша. Теперь датчане были отрезаны от помощи со стороны русских войск, но саксонская кавалерия под командованием Якоба Генриха фон Флемминга продвигалась довольно быстро, стремясь соединиться с датско-саксонской армией. Ночью датские войска заняли удобную позицию, расположившись около деревни Вакенштедт (нем. Wakenstädt), в 3 км к югу от Гадебуша. Командующий датскими войсками Йобст фон Шольтен ожидал, что шведы будут атаковать с юга, чтобы миновать заболоченную низменность реки Радегаст. 

## Ход сражения

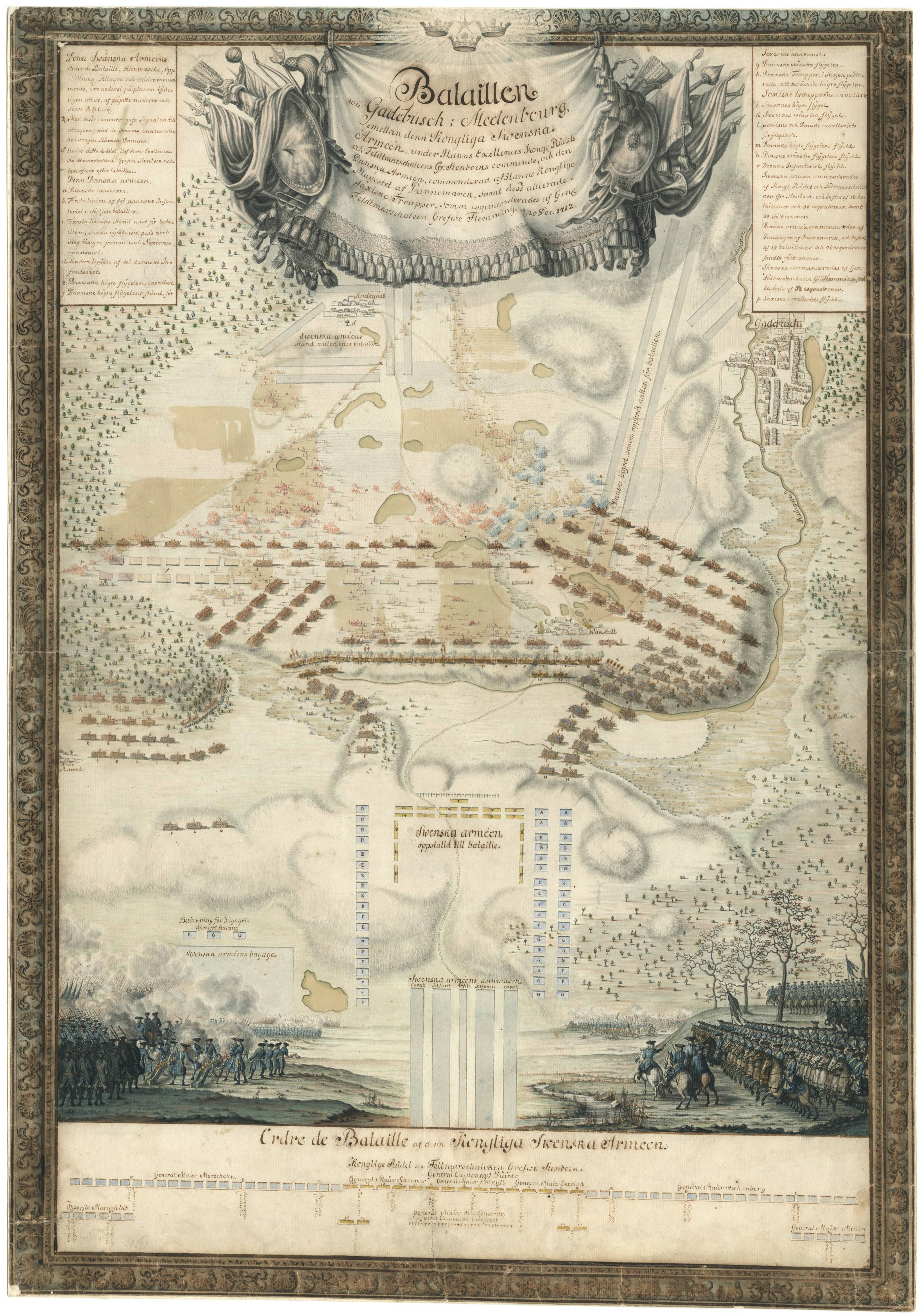
План сражения

Утром 20 декабря в 4:00 датская армия построилась в боевой порядок с кавалерией на флангах и пехотой в центре. Шёл снег, позже перешедший в дождь. В конце концов саксонская кавалерия Флемминга прибыла в расположение датско-саксонской армии под Вакенштедтом. Шведская рекогносцировка показала, что единственной возможностью для шведов была фронтальная атака позиций противника. Несмотря на довольно узкое пространство для наступления и численное превосходство противника, Стенбок здраво рассудил, что мощная шведская артиллерия (30 орудий против 13 орудий противника) решит исход дела.
Перед началом сражения Стенбок выступил перед своими войсками с речью: «Вы видите перед собой своих врагов, хотите ли вы добраться до них и показать свою любовь к своему королю и Отечеству?», на что в ответ получил массовый крик «Да!».
Сражение началось в 11:00 сильным артиллерийским обстрелом датского лагеря. Под прикрытием огня артиллерии шведские войска выстроились в боевой порядок и приготовились к атаке. Наступление началось в час пополудни. Шведская пехота без единого выстрела приблизилась к противнику на расстояние 20 шагов, а затем открыла огонь. Датская кавалерийская контратака была отбита шведами при поддержке артиллерии. 
На севере шведская кавалерия совершила фланговый манёвр, ставший полной неожиданностью для датской конницы, стоявшей на левом фланге. Датчане начали отступать к Вакенштедту, чем воспользовалась шведская пехота на правом фланге. Тем временем на левом фланге шведов разгорелся кровопролитный бой между шведскими войсками и саксонской конницей. Несмотря на численный перевес, все атаки саксонских кавалеристов были отбиты. Сражение завершилось с наступлением сумерек, так как в темноте из-за больших потерь шведы не могли преследовать отступающих союзников.

## Результаты

### Потери сторон
Потери союзников составили около 6 тысяч убитыми и ранеными, из них 2,5 тысячи убитых и раненых датчан и примерно столько же пленных. Саксонцы потеряли 750 человек убитых и раненых, и по различным данным, до 1000 пленных. Вся артиллерия союзников досталась противнику.
Шведы также понесли значительные потери, потеряв убитыми более 500 человек, и около 1100 раненых. 
В сражении был ранен генерал-лейтенант Карл Густав Дюкер, командовавший левым крылом, получил пулю в левую скулу во время боя, и пуля осталась у него в шее.

### Последствия
Шведы одержали уверенную победу. Союзники оставили на поле боя всю артиллерию. Датско-саксонская армия отступила на несколько километров к западу от Гадебуша. За победу в сражении Стенбок получил от короля Карла XII звание фельдмаршала. Это стало последней крупной победой Швеции в Северной войне.
Стенбоку удалось выполнить план по прорыву блокадного кольца союзников. Тем не менее, битва не имела стратегического влияния на исход войны. Уже в следующем году Стенбок был деблокирован в крепости Тённинг, и был вынужден сдаться вместе со своей армией из-за нехватки боеприпасов. Стенбок попал в плен и переведёт в Данию для тюремного заключения.